# اچ‌ام‌اس آمازون (۱۷۹۵)
اچ‌ام‌اس آمازون (۱۷۹۵) (به انگلیسی: HMS Amazon (1795)) یک کشتی بود که طول آن 143 ft 2.5 in (gundeck) بود. این کشتی در سال ۱۷۹۵ ساخته شد.